# Omelchenko gallery
Omelchenko Gallery — галерея современного искусства, расположенная в Староконюшенном переулке, рядом со Старым Арбатом в историческом центре Москвы. Основана предпринимателем Александром Омельченко и его семьей осенью 2015 года. Арт-директором галереи является Анастасия Омельченко, дочь Александра Омельченко, художник, арт-критик, куратор.
Деятельность галереи направлена на поддержание и популяризацию современного искусства, развитие и продвижение новых арт-течений.
Среди художников, представленных Omelchenko Gallery, такие именитые мастера, как Олег Прокофьев, Бэлла Левикова, Юлия Малинина, Виталий Копачёв, Наталья Толстая, Елена Суровцева, Владимир Опара и другие.
Также галерея поддерживает молодых авторов. На её счету несколько групповых и международных проектов молодых художников, например, выставка студентов ИПСИ и интернациональный исследовательский проект Going native.
В пространстве галереи регулярно проходят авторские встречи, культурные вечера и познавательные лекции, направленные на ознакомление посетителей с миром искусства. Сотрудники галереи дают консультации по подбору живописи и графики, скульптуры и инсталляций, помогая формировать и пополнять коллекции произведений искусства.

Совместно с художественным центром «Дети Марии», поддерживающим детей-сирот, выпускников интернатов и детей с особыми нуждами, Omelchenko gallery ведет активную благотворительную деятельность.

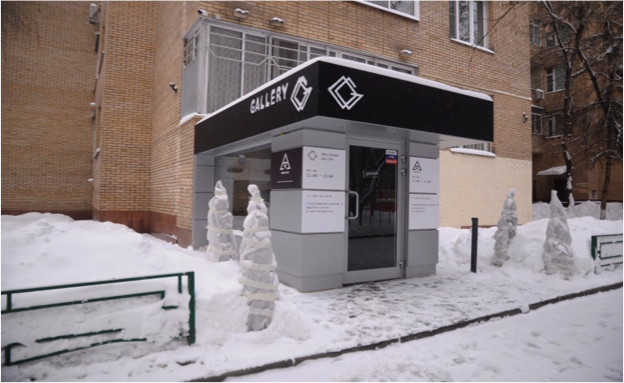
Omelchenko gallery

## Художники галереи
- Владимир Опара
- Белла Левикова
- Виталий Копачев
- Юлия Малинана
- Олег Прокофьев
- Алена Федоткина

## V-Day Moscow 2018
Omelchenko Gallery и White Room Foundation 17 и 24 февраля в рамках международного активистского движения V-Day против насилия в отношении женщин и девочек организовали благотворительный спектакль «Монологи вагины», поставленный молодым режиссёром Лидией Руссковой. Спектакль посетили более 300 человек, в том числе журналисты, активистские деятели, деятели культуры и знаменитости. В целом, от пожертвований и продажи билетов было собрано 130 000 рублей. Все собранные средства были переданы в Центр помощи пережившим сексуальное насилие «Сестры». Также, в рамках V-Day прошла первая персональная выставка Алены Федоткиной «Быть Ею» — размышления художника о женщине, её социальной принадлежности и самоидентификации на сегодняшний день.

## Выставки
- 02.03.2019 — 31.03.2019 — ГИНЕКОЛОГИЯ-2, Произведения женщин-художников из собрания Михаила Алшибая[2][3].
- 01.11.2017 — 26.11.2017 — Время Ждет, групповая выставка российских художников при поддержке Министерства культуры РФ, Творческого союза художников России[4] и Фонда содействия развитию визуального искусства «Визарт».
- 08.11.2017 — Вторая благотворительная выставка, показ работ современных художников приуроченный к ежегодному благотворительному балу-аукциону художественного центра Дети Марии[5] и фонда ПЕЛИКАН[6].
- 24.08.2017 — 11.09.2017 — Миф и страх, кураторский проект Кирилла Алексеева[7] совместно с молодыми художниками.
- 11.05.2017 — 21.05.2017 — BIOMIMICRY, групповая выставка молодых художников, куратор Ольга Елисеева (директор White Room foundation), участник акции Ночь Музеев.
- 17.11.2016 — 01.12.2016 — Образ и его интеллектуальный контекст, Андрей Гросицкий, Наталья Эльконина, Рубен Апресян, Сергей Соколов.
- 07.11.2016 — 10.11.2016 — Первая благотворительная выставка, показ работ современных художников приуроченный к ежегодному благотворительному балу-аукциону художественного центра Дети Марии[5] и фонда ПЕЛИКАН[6].
- 15.06.2016 — 26.06.2016 — II, групповая выставка студентов ИПСИ (Институт Проблем Современного Искусства).
- 12.11.2015 — 15.12.2015 — Заживое, групповая выставка художников нонконфомистов.
- 16.10.2015 — 01.11.2015 — Fatality, групповая выставка молодых художников.

#### Избранные персональные выставки
- 15.02.2018 — 11.03.2018 — Быть Ею, Алена Федоткина[8].
- 17.12.2017 — 24.12.2017 — SITIM, Семен Луканси[9].
- 13.10.2017 — 27.10.2017 — Снег и Дыня, Екатерина Корнилова.
- 14.09.2017 — 08.10.2017 — INDUSTRIAL 2017, Юлия Малинина.
- 26.05.2017 — 14.06.2017 — РАСКИ САМОЙ ЯРКОЙ СИЛЫ, Роман Донской, памяти художника посвящается.
- 7.04.2017 — 28.04.2017 — Эксперимент, Адиль Аубекеров[10].
- 2.03.2017 — 12.03.2017 — Пульсация, Виталий Копачев.
- 3.02.2017 — 26.02.2017 — День восьмой, Владимир Опара.
- 30.09.2016 — 13.10.2016 — Поиск скрытых структур Наталья Толстая и Елена Суровцева.
- 13.04.2016 — 22.05.2016 — Нефть, Юлия Малинина.
- 24.03.2016 — 10.04.2016 — Вдохнуть и не дышать, Полина Синяткина[11][12][13][14][15][16].
- 05.03.2016 — 20.03.2016 — Сопротивление материала Людмила Богуславская[17].
- 13.02.2016 — 28.02.2016 — КАПА. Работы на бумаге, Витайлий Копачев.
- 18.12.2015 — 14.02.2016 — Интегральное видение, Белла Левикова.

#### Международные выставки
- 06.06.2019 — 31.06.2019 — Перерождение, Аурелия Лету[18][18][19][20][21].
- 17.03.2017 — 19.03.2017 — Gruzland[22][23][24][25] Риа Кебурия[26].
- 12.12.2016 — 28.01.2017 — До эмиграции, Олег Прокофьев[27].
- 10.09.2016 — 12.09.2016 — Going native коллаборативная арт-экспедиция, куратор Ольга Елисеева (директор White Room Foundation[28]).
- 20.01.2016 — 07.02.2016 — Невидимки за человечность, Мила Маркелова, Павел Попов, Нина Шапкина-Карчаганова, Дафне Битчатч[источник не указан 1176 дней].

## Участие в международных ярмарках
- 06.09.2018 — 09.09.2018 — COSMOSCOW 2018 (booth C14), Москва. Художники Наталия Толстая, Наталья Гудович.
- 08.09.2017 — 10.09.2017 — COSMOSCOW 2017[29][30] (booth C10), Москва. Художник Юлия Малинина Архивная копия от 2 февраля 2019 на Wayback Machine.